# Oton Župančič

Oton Župančič (Vinica, 23. siječnja 1878. - Ljubljana, 11. lipnja 1949.), slovenski pjesnik. 
Kraće vrijeme suplent u Ljubljani, a zatim živio u Parizu, Beču i nekim njemačkim gradovima. 1910. vratio se u Ljubljanu, gdje je postao dramaturg Zemaljskoga kazališta, zatim gradski arhivar. 1914. uređuje časopis Slovan, a 1917. – 1920. Ljubljanski zvon. Između dva rata Župančič je dramaturg i upravnik Slovenskog narodnog gledališča. Blistavim pjesničkim nastupom zasjenjuje generaciju realista i naturalista, udarajući s Ivanom Cankarom temelje slovenske moderne. U liriku uvodi izdiferencirane mogućnosti poetskog izraza: melodiozni živi ritam i bogatstvo alegorija, naglašavajući osjećaj osobne uzvišenosti i izdižući izuzetno značenje pjesničkog poziva do individualnog patosa (Čaša opojnosti, 1890.). Kasnije proširuje tematiku patriotskim i socijalnim motivima, sublimirajući sve više svoj poetski način (Čez plan, 1904.). Raskriljujući lirsku misao u dva dijametralno oprečna smjera: jedan prema misaonoj i vizionarnoj poeziji, a drugi prema stvarnoj socijalnoj problematici, zahvaća osobito pitanje slovenske ekonomske emigracije (Samogovori, 1908.). Župančič je i tvorac dječje poezije u slovenskoj književnosti (Pisanice, 1900., Lahkih nog naokrog, 1913., Sto ugank, 1915. i Ciciban in še kaj, 1951.). Zbirka V zarje Vidove (1920.) sadrži snažnu ratnu liriku. Poslije 1920. posvećuje se više kazalištu (lirska tragedija Veronika Deseniška, 1924., normiranje izgovora slovenskog jezika na sceni) i prevođenju. Preveo je mnogo poznatih djela iz različitih europskih književnosti. U posljednjem razdoblju njegova poezija, nadahnuta Narodnooslobodilačkom borbom, prožeta je borenim patriotizmom, humanošću i slobodoljubivošću.

## Vanjske poveznice
- Oton Župančič  – avtorjeva dela v zbirki Digitalne knjižnice Slovenije
- Oddaja RTV Slovenija Besedi na sledi o Otonu Župančiču
- Oton Zupančič - Čez plan (1904)